# California University of Pennsylvania

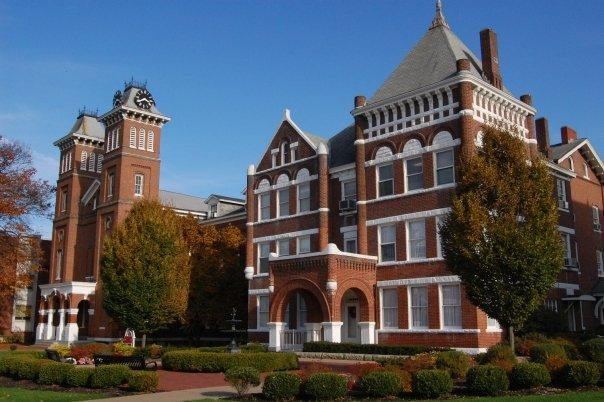
Bâtiment de la California University of Pennsylvania

California University of Pennsylvania est une université à but non lucratif basée à California et à Canonsburg. L'université est également une université à distance importante. Elle a été fondée en 1852. Elle accueille environ 9 400 étudiants.